# John Elwes (homme politique)
Pour les articles homonymes, voir John Elwes.
John Elwes (né Meggot ou Meggott le 7 avril 1714 et mort le 26 novembre 1789) est un homme politique en Grande-Bretagne du Berkshire (en) en Angleterre de 1772 à 1784.
Il est reconnu comme étant excentrique et avare, ce qui suggère que l'auteur Charles Dickens s'en soit inspiré pour créer le personnage d'Ebenezer Scrooge pour la nouvelle Un chant de Noël,.
Dickens fait également référence à Elwes quelques années plus tard dans sa dernière nouvelle, L'Ami commun. John Elwes serait aussi une inspiration probable pour la création du personnage de John Scarfe dans la nouvelle The Miser's Daughter (en) de William Harrison Ainsworth,.

## Famille et jeunesse
Né Meggot de par son père Robert Meggot, brasseur à Southwark, son grand-père est Sir George Meggot, député du quartier. Amy, la mère d'Elwes, est la petite-fille de Sir Gervase Elwes (1er baronnet) (en) qui sera député de Suffolk (en),.

## Avarice

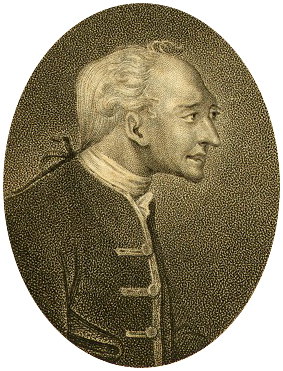
John Elwes, député.

Après avoir hérité des fortunes de son père et de sa mère, John Elwes hérite également de son oncle maternel, Hervey Elwes (2e baronnet), dont il a imité de façon obséquieuse l'avarice pour s'en attirer les faveurs, et dont il reprend le nom. Il conserve par la suite un mode de vie extrêmement parcimonieux.

## Carrière politique
Avec l'aide de Lord Craven, John Elwes devient député de Berkshire en 1772 à la faveur d'une élection partielle au cours de laquelle ses dépenses se limiteront à 18 pences. Il conserve son siège jusqu'aux élections de 1784. Siégeant avec un parti ou un autre selon son sentiment, il ne s'est jamais levé en Chambre pour intervenir. Ses changements constants de parti et le fait qu'il semblait n'avoir qu'un seul costume (coat) lui attirent les moqueries de ses collègues qui le raillaient de  ne pas pouvoir être un renégat (turncoat), jeu de mots fondé sur l'expression « retourner sa veste ».
Malgré son exceptionnelle frugalité, Elwes perd de fortes sommes d'argent prêtées à ses collègues à qui, par principe, il ne demande pas le remboursement.
En plus de son poste de député, il contribue au financement de plusieurs constructions de l'architecture géorgienne de Londres dont le Portman Square (en), et des parties d'Oxford Circus, de Piccadilly, de Baker Street et de Marylebone.